# 刚果民主共和国国旗

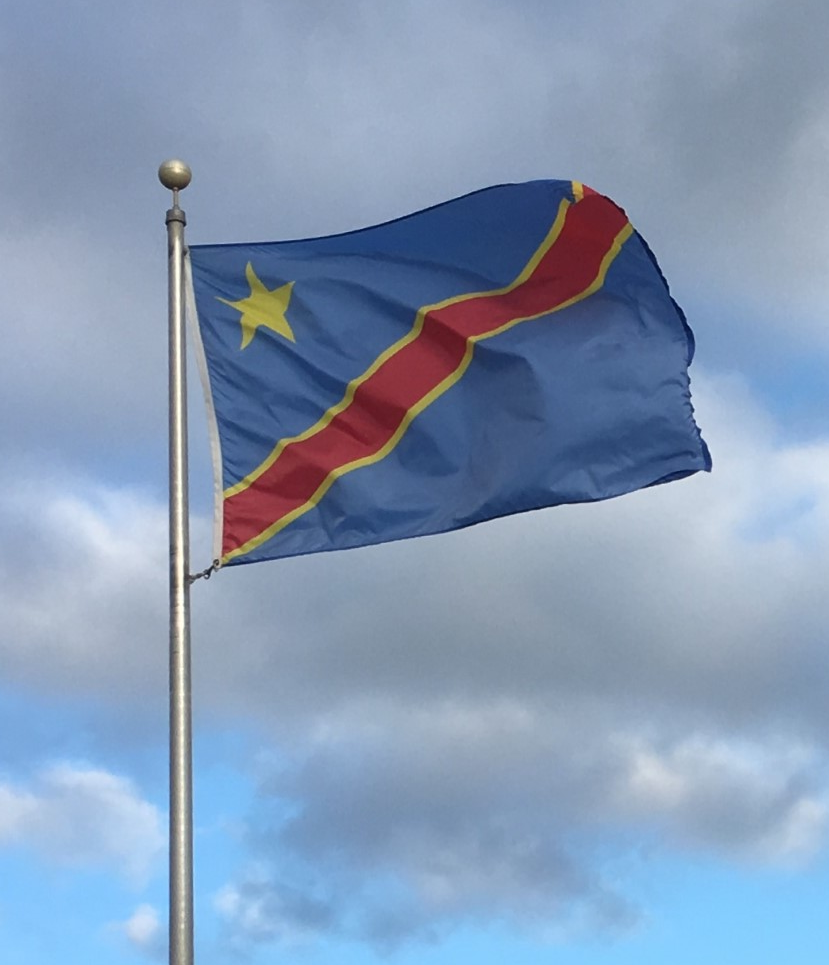
刚果民主共和国国旗，摄于该国首都金沙萨

刚果民主共和国国旗啟用於2006年2月18日。此国旗图案与该国1963至1971年間使用的國旗相似，只是旗底的靛藍色改为天蓝色。
国旗的天蓝色底色象徵和平；位于左上角的黄色五角星代表了刚果民主共和国光明的未來；一道黃-紅-黃的帶子從左下角到右上角把旗幟劃開，黃色代表该国豐富的資源，而紅色代表了无数反抗殖民主义而為國捐軀的烈士们的鲜血。

## 历代国旗

（1877年－1908年）刚果自由邦
（1908年－1960年）比属刚果
（1960年－1963年）国名：刚果共和国
（1963年-1966年）国名：刚果民主共和国
（1966年－1971年）
(1971年－1997年)改名:扎伊尔共和国
（1997年-2003年）复名:刚果民主共和国
（2003年-2006年）
（2006年-至今）

刚果民主共和国历史上曾多次更改国旗图案，但绝大部分是参考了刚果自由邦的蓝底黄星旗。唯一例外的是1971年改名为扎伊尔后，使用了一面泛非主义颜色的旗帜作为国旗，此旗一直用至1997年该国复称刚果民主共和国为止。

### 其他旗幟

剛果民主共和國，2：3版本
剛果民主共和國對角旗幟
反卢蒙巴主义者于1960年5月提议使用的刚果-利奥波德维尔国旗